# (200231) 1999 UF37
(200231) 1999 UF37 es un asteroide perteneciente al cinturón de asteroides, descubierto el 16 de octubre de 1999 por el equipo del Spacewatch desde el Observatorio Nacional de Kitt Peak, Arizona, Estados Unidos.

## Designación y nombre
Designado provisionalmente como 1999 UF37.

## Características orbitales
1999 UF37 está situado a una distancia media del Sol de 2,723 ua, pudiendo alejarse hasta 2,833 ua y acercarse hasta 2,613 ua. Su excentricidad es 0,040 y la inclinación orbital 5,795 grados. Emplea 1641,67 días en completar una órbita alrededor del Sol.

## Características físicas
La magnitud absoluta de 1999 UF37 es 16,1.